# Хилия
Хилия (лат. Hylia prasina) — вид птиц монотипического рода Hylia, широко распространенный в тропической Африке, где он обитает преимущественно в подлеске и средней части полога влажного тропического леса. Эта насекомоядная птица, населяющая кроны,  предварительно была отнесена к семейству ширококрылых камышевок Cettiidae, но в 2019 году её отнесли к новому семейству, Hyliidae.

## Таксономия
Вид Hylia prasina составляет монотипический род певчих птиц, для которого оказалось весьма трудно определить положение внутри филогенетического древа птиц. Выяснение родственных связей Hylia с другими родами птиц было предпринято с помощью сравнения последовательностей ДНК, морфологического сходства и даже поведенческих особенностей. По мнению Силке Фрейгин с соавторами к 2012 году ни одна из этих попыток не была достаточно успешна, чтобы можно было однозначно определить систематическое положение Hylia prasina.
Hylia prasina принадлежит к отряду Passeriformes и надсемейству Sylvioidea, однако принадлежность к одному из семейств до последнего времени оставалась под вопросом. Этот вид часто относили к семейству Cettiidae (ширококрылые камышевки) вместе со Scotocerca, Erythrocercus, Tesia, Cettia и Abroscopus. Исследование инсерций и делеций (indels) в последовательности ДНК не подтвердило тесную связь  Hylia с Cettiidae.
Анатомически Hylia prasina сходна с нектарницами и мелкими воробьиными, раньше объединёнными в  семействе Sylviidae (ныне это Phylloscopidae,  Cettiidae, Locustellidae, Acrocephalidae, Cisticolidae и частично Timaliidae). Характеристики, общие с  нектарницами, включают длинную подъязычную кость с уплощенными эпибранхиальными отростками, язык с кисточкой на кончике и прикрытые мембраной ноздри. Сходство с некоторыми бывшими  Sylviidae заключается в очень похожей окраске. Предпринятая в 2008 году проверка степени родственных связей между родами Hylia и Phylloscopus (пеночки) на основе сравнения нуклеотидных последовательностей трёх интронов показала, что вероятность её очень невелика. В 2012 году Силке Фрейгин с соавторами показала связи между Hylia и семейством Aegithalidae (длиннохвостые синицы) крайне слабы. Связи Hylia  с нектарницами (Nectariniidae), вьюрковыми ткачиками (Estrildidae) и медососовыми (Meliphagidae) также оказались крайне слабыми.
Близкородственные отношения между Hylia и Pholidornis подтверждены на основании данных по нуклеотидным последовательностям митохондриальной ДНК и сходства физиологии. Было предложено поместить оба рода в новое семейство Hyliidae. Вполне вероятно, что зелёные гилии, наряду с другими близкородственными видами, занимают неопределённое положение на филогенетическом дереве в результате быстрой радиации семейств внутри Sylvioidea.

## Описание
У Hylia prasina тёмно-коричневые радужки глаз, чёрный клюв и оливково-зелёные ноги. Это небольшая птица, весит она примерно 14 г. Между полами нет заметной разницы в окраске, однако самцы обычно крупнее.
Описаны два подвида, H. р. prasina и H. р. poensis, различающиеся окраской горла. У H. р. prasina оливково-зелёный подбородок и горло и оливково-серый низ живота, в то время как у H. р.  poensis  бело-серое горло и низ живота.

### Вокализация
Hylia prasina издаёт несколько разных криков, наиболее распространенным из них являются чистый свист («ки-ки») или тревожная сухая трескотня («тррит-трррит»). Этот вид известен по своей легко узнаваемой, чистой, двухтонной песне. Сигналы тревоги, используемые для предупреждения о приближении хищников, короткие, так как по таким сигналам хищникам труднее точно определить местоположение их источника.
При воспроизведении имитационных записей самцы сильнее реагировали на более длинные ноты. Анализ песен Hylia prasina  показал, что наращивание реверберации на той же частоте приводит к образованию более длинных и громких "хвостов" у нот. Это означает, что густая растительность может повлиять на возможности передачи на расстояние песни птиц, способствуя удлинению и усилению сигнала при том же количестве энергии, затраченной на вокализацию. Усиление песни Hylia prasina может быть полезно для этого вида при защите территории или привлечении партнёров. Было обнаружено, что удлинение сигналов с узкой полосой пропускания является полезным последствием реверберации при передаче пения птиц.
Характеристики песни этого вида меняются  в зависимости от акустической структуры среды обитания и шумового фона. Поскольку песни этого вида имеют узкую частотную полосу, представители данного вида для того, чтобы быть услышанными, должны уметь регулировать свою частоту пения в зависимости от таких влияний, как вокализация насекомых. Было обнаружено, что Hylia prasina поют на более низких частотах на больших высотах, при более низких температурах и меньшем проективном покрытии деревьев. Когда звуки насекомых имели низкую частоту, песни оказывались ещё ниже. Это поведение было определено как результат поведенческой пластичности (слуховой обратной связи в каждой конкретной среде для определения наиболее выделяющейся частоты) и детерминации генетическими компонентами или результат их комбинации.

## Ареал и места обитания
Hylia prasina широко распространена на большей части тропической Африки. Подвид H. p. poensis можно найти только на островах в Гвинейском заливе. H. p. prasina гораздо более широко распространена в тропических лесах этого континента и встречается от западной Гамбии до западной Кении.
Hylia prasina населяет широкий спектр лесных местообитаний, она встречается на опушках и в лесных "окнах". Предпочитаемые ею места обитания  - это преимущественно девственные полулистопадные влажные леса. В местах обитания Hylia prasina встречаются такие виды растений, как Elaeis guinensis, Celtis zenkeri, Cola gigantea , Acalypha ornata, Markhamia platycalyx, Coffea canephora, Albizia sp.,  Fagara macrophylla, Funtumia elastica, Pycnanthes angolensis, Musanga cecropioides и Xylopia aethiopica . Виды лиан и Scleria создают подходящие места обитания, поскольку они опутывают другую растительность, предоставляя места для гнездования и запас пищи. Анализ изотопов углерода в насекомых, которыми кормится этот вид, показал, что присутствующий углерод пролисходит исключительно из растений с циклом фотосинтеза C3, которые, в основном, растут в лесах, а из не растений с циклом фотосинтеза C4, которые произрастают в сельскохозяйственных угодьях.

## Экология
Hylia prasina — это насекомоядная птица, собирающая корм с листьев в пологе леса и подлеске, обычно добывающее корм на высоте около 10 метров. В её рацион входят различные насекомые, в том числе муравьи и бабочки, доступные  на нижней стороне листьев или в лесной подстилке. Этот вид считается лесным универсалом, поскольку он способен существовать в широком диапазоне условий.
Hylia prasina обычно встречаются поодиночке или парами в период спаривания. В этот период пары своместно строят гнездо. Яйца белые и в остальном лишены специфических характеристик. Гнездо строится в нескольких метрах от земли в подходящем месте, например, на вертикальных разветвлениях молодых пальм. Гнездо имеет овальную куполообразную форму с круглым входным отверстием диаметром 20 мм сбоку. Гнёзда рыхлые, основная масса материала, из которого они состоят, это рыхлые пучки растительных материалов, которые не фрагментированы, не переплетены и не уплотнены. Снаружи гнездо покрыто тонким слоем волокнистых полосок, прикрытых разнообразными сосудистыми скелетами листьев. Гнездо  150 мм в высоту и 90 мм в ширину. Гнёзда Hylia prasina отличаются от гнёзд нектарниц тем, что находятся в развилках растительности, а не висят на свисающих ветках.

## Угрозы
В настоящее время Hylia prasina классифицируется МСОП как вид, вызывающий наименьшее беспокойство, так как у этого вида высокая численность и обширный ареал. Однако, вероятно, Hylia prasina находится под давлением угрозы разрушения среды обитания. Хотя Hylia prasina как лесной универсал не так чувствительна к нарушению среды обитания, как другие лесные виды, однако удаление подлеска и опавших листьев всё же влияет на возможности для сбора корма и строительства гнезд этой птицы. На территориях занятых плантациям, в отличие от вырубок, наблюдается значительное сокращение численности Hylia prasina.
Лесные территории, населенные Hylia prasina,  все чаще вырубаются для производства древесного угля и уступают место сельскому хозяйству. В некоторых районах весь подлесок уничтожается в целях  подсечно-огневого земледелия, чтобы освободить место для выращивания таких культур, как бананы, кукуруза или бобы. Эти культуры не подходят для таких видов, как Hylia prasina. В настоящее время неизвестно, насколько быстро происходит разрушение мест обитания данного вида. Хотя до сих пор не наблюдалось, чтобы Hylia prasina пострадали от расчистки среды обитания такого типа, численность многих видов с общими требованиями к среде обитания резко снизилась.
Паразиты также могут повлиять на данный вид. В 2009 году была обнаружена заражённость Hylia prasina паразитическим простейшим Plasmodium parahexamerium, последствия для вида в результате данной инфекции пока неясны. Считалось, что этот паразит обитает только в хозяевах из Нового Света, поэтому его появление у птиц Старого Света одновременно интересно и тревожно. Несмотря на это, известно, что паразиты не представляют серьёзной угрозы для вида в целом.